# Modrino Selo
Modrino Selo falu Horvátországban Šibenik-Knin megyében. Közigazgatásilag Kistanjéhez tartozik.

## Fekvése
Knintől légvonalban 25, közúton 37 km-re nyugatra, községközpontjától 10 km-re északnyugatra Dalmácia északi-középső részén, Bukovica területén fekszik.

## Története
A szerbek betelepülése a 16. század elején kezdődött. Knin környékére már 1511-ben nagy számú szerb lakosság érkezett, majd főként Bosznia és Hercegovina területéről 1523 és 1527 között Dalmácia területére is sok szerb települt. A szomszédos Biovičino Selo temploma ahová az itteni hívek is tartoznak az első  dalmáciai szerb templomok között épült fel 1524-ben. A 16. század első felében török uralom alá került, mely alól a 17. század végén szabadult fel. 1805-ben egész  Dalmáciával együtt az Első Francia Császárság része lett. 1815-ben a bécsi kongresszus újra Ausztriának adta, amely a Dalmát Királyság részeként Zárából igazgatta 1918-ig. A településnek 1857-ben 318, 1910-ben 496 lakosa volt. Az első világháború után előbb a Szerb-Horvát-Szlovén Királyság, majd Jugoszlávia része lett. 1991-ben már csaknem teljes lakossága szerb nemzetiségű volt. Lakói még ez évben csatlakoztak a Krajinai Szerb Köztársasághoz. A horvát hadsereg 1995 augusztusában a Vihar hadművelet során foglalta vissza a települést. Szerb lakói elmenekültek. A településnek 2011-ben 47 lakosa volt.

## Lakosság
| Lakosság változása | Lakosság változása | Lakosság változása | Lakosság változása | Lakosság változása | Lakosság változása | Lakosság változása | Lakosság változása | Lakosság változása | Lakosság változása | Lakosság változása | Lakosság változása | Lakosság változása | Lakosság változása | Lakosság változása | Lakosság változása |
| ------------------ | ------------------ | ------------------ | ------------------ | ------------------ | ------------------ | ------------------ | ------------------ | ------------------ | ------------------ | ------------------ | ------------------ | ------------------ | ------------------ | ------------------ | ------------------ |
| 1857               | 1869               | 1880               | 1890               | 1900               | 1910               | 1921               | 1931               | 1948               | 1953               | 1961               | 1971               | 1981               | 1991               | 2001               | 2011               |
| 318                | 356                | 363                | 466                | 520                | 496                | 666                | 512                | 499                | 524                | 503                | 455                | 393                | 337                | 28                 | 47                 |